# Górnik Łęczyca
Górnik Łęczyca (Miejski Klub Sportowy Górnik Łęczyca) – polski klub piłkarski z Łęczycy, założony w 1956 roku.
Trenerem jest Robert Hyży.